# La Française (journal)
Pour les articles homonymes, voir La Française.
La Française, sous-titré Journal de progrès féminin, est créé en 1906 par la féministe Jane Misme, qui en assure la direction jusqu'en 1926, pour céder la place à Cécile Brunschvicg, future sous-secrétaire d'État du Front populaire. Le titre paraîtra jusqu'en 1940.
Cet hebdomadaire donne une audience nationale à la cause du suffrage féminin. Il devient même le porte-parole de l'Union française pour le suffrage des femmes, créée par Jeanne Schmahl en 1909.
Le journal suit l'évolution des législations en rapport avec la situation des femmes dans des rubriques spécialisées telles que « Le Féminisme au Parlement » ou « Les Lois d'intérêt féminin au Parlement ». De 1906 à 1913, Germaine Dulac y rédige aussi « principalement des portraits de femmes et des critiques de théâtre ». Marianne Rauze est responsable de la rubrique « travail » au cours de cette même période.
Sous la direction de Cécile Brunschvicg, La Française continue de soutenir les luttes féministes tout en gardant une ouverture sur la vie politique française et les affaires internationales. Bien que membre du Parti radical, Cécile Brunschvicg cherche à garder une certaine neutralité, mais cela ne l'empêche pas par exemple de critiquer fortement les participants aux émeutes du 6 février 1934, ou de dénoncer le nazisme dès 1933. Pendant qu'elle est au gouvernement (sous-secrétaire d'État au ministère de l'Éducation) du Front populaire, Cécile Brunschvicg cesse quasiment d'écrire pour son journal, avant d'en redevenir directrice en juin 1937.

## Archives
La bibliothèque Marguerite-Durand (13e arrondissement de Paris) en conserve des numéros.